# Nevis Peak
Nevis Peak je potencijalno aktivni vulkan koji se nalazi u središtu otoka Nevis u državi Sveti Kristofor i Nevis u Karibima. Stratovulkan se uzdiže do visine od 985 m i najviša je točka na otoku. Pet župa Nevisa susreće se na vrhu.
Strmije dijelove Nevis Peaka nemoguće je iskoristiti za poljoprivredu. Tijekom vrhunca eksploatacije otoka, kada je svaki raspoloživi komadić obradivog tla bio pod šećernom trskom, planina, koja zauzima veliki dio unutrašnjosti otoka, nikada nije bila ni na koji način izmijenjena, pa je stoga većina izvorne flore i faune  još netaknuta. U nižim dijelovima planine nalazi se suha šuma i vlažna šuma, a u najvišem sloju su kišne šume. Na vrhu planine, koji je većinu vremena prekriven oblacima, nalazi se oblačna šuma, planinsko stanište.

## Vulkanizam
Nije bilo erupcija od prapovijesti, ali postoje aktivni fumaroli i termalna vrela nisku razinu vulkanske aktivnosti na obalnim padinama otoka.

## Planinarenje
Moguće je pješačiti do vrha i natrag, ali ruta ima nekoliko zahtjevnih dionica. Planinari moraju biti dovoljno fizički spremni da prođu ovaj put, a radi sigurnosti potrebno je ići u pratnji kvalificiranog vodiča. U danima kada je vrh potpuno bez oblaka, s vrha planine pruža se izvanredan pogled, ne samo na sam Nevis, već i na Atlantski ocean, Karipsko more i mnoge okolne otoke lanca Zavjetrinskih otoka.

## Flora i fauna
Planinska fauna uključuje ptice kao što su antilski golub (Patagioenas squamosa) i maloantilski golub (Geotrygon mystacea), kao i mnoge skupine majmuna iz roda (Chlorocebus), koji je uveden i postao naturaliziran. Flora vrha Nevis uključuje pet različitih vrsta paprati, neke vrste Heliconia i brojne male divlje vrste orhideja.
- antilski golub (Patagioenas squamosa)
- maloantilski golub (Geotrygon mystacea)

## Vanjske poveznice
|  | Zajednički poslužitelj ima još gradiva o temi Nevis Peak |